# Alcippe (figlia di Ares)
Alcippe (in greco antico Ἀλκίππη Alkìppē) è un personaggio della mitologia greca ed era una delle figlie di Ares ed Aglauro. 

## Mitologia
Quando Alirrozio, uno dei figli di Poseidone, venne ucciso da Ares, questo testimoniò che l'aveva eliminato perché stava per violentare sua figlia Alcippe avuta con Agraulo, della famiglia di Cecrope. 

Non essendoci altri testimoni e visto che la ragazza confermava quello che disse prima il genitore la corte divina lo assolse.